# Ilka Grüning

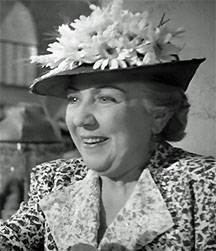
Ilka Grüning, 1941.

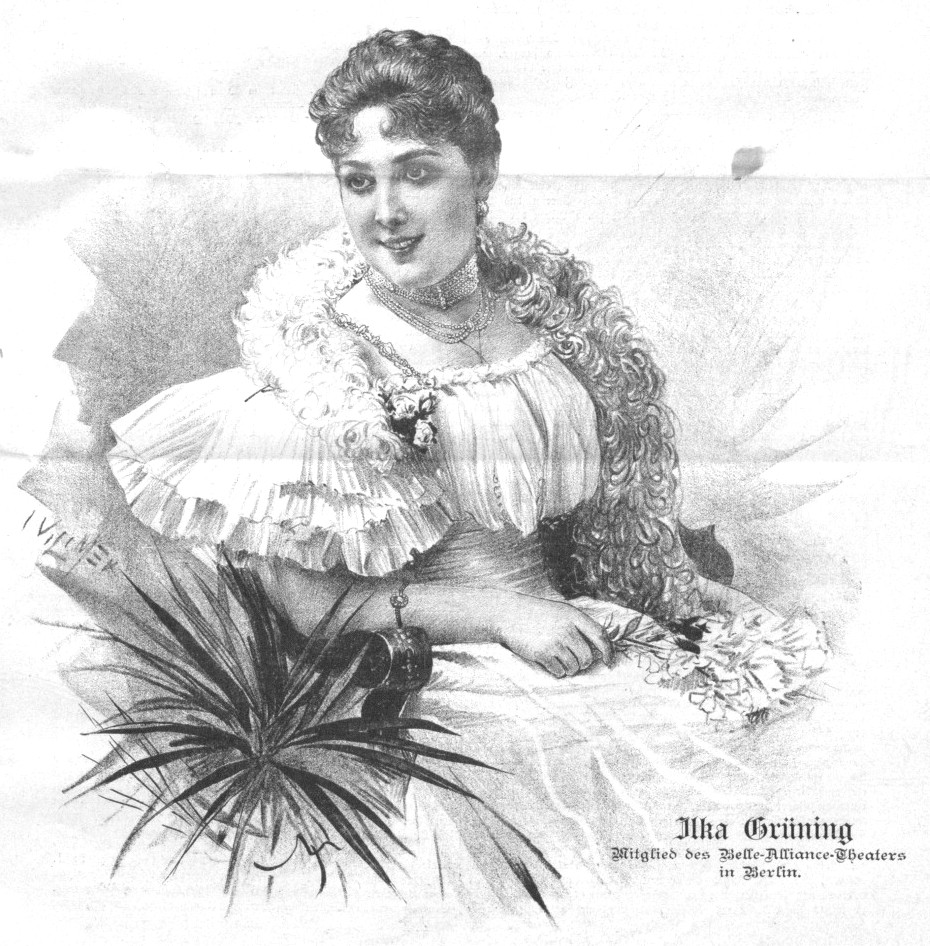
Ilka Grüning, 1898

Ilka Grüning född 4 september 1878 i Wien, dåvarande Österrike-Ungern död 11 november 1964 i Los Angeles, Kalifornien, var en österrikisk skådespelare. Under 1920-talet var hon en flitig filmskådespelare i Weimartyskland där hon även arbetade som teaterlärare. Hon flyttade 1938 till USA och medverkade under 1940-talet och 1950-talet i småroller i Hollywoodfilmer. Sin sista filmroll gjorde hon 1953 i den schweiziska filmen Die Venus vom Tivoli.

## Filmografi (urval)
- 1922 – Fantom
- 1923 – Storhertigens finanser
- 1925 – Den glädjelösa gatan
- 1942 – Casablanca
- 1942 – Ringar på vattnet
- 1943 – Madame Curie
- 1947 – Ödets natt
- 1948 – Brev från en okänd kvinna
- 1948 – Det hände i Berlin
- 1948 – I mitt hjärta det sjunger
- 1948 – Reptilen
- 1949 – Allt eller intet
- 1949 – Det gäller livet
- 1950 – Inspärrad
- 1950 – Kapten China
- 1951 – Betala mitt liv